# Troglohyphantes thaleri
Troglohyphantes thaleri är en spindelart som beskrevs av Miller och Polenec 1975. Troglohyphantes thaleri ingår i släktet Troglohyphantes och familjen täckvävarspindlar. Inga underarter finns listade i Catalogue of Life.